# Paraepepeotes isabellinoides
Paraepepeotes isabellinoides là một loài bọ cánh cứng trong họ Cerambycidae.